# Revenge Is Sweeter Tour (videó)
A Revenge Is Sweeter Tour DVD egy DVD az ausztrál pop-rock együttestől, a The Veronicastól. A melbourni Palais Színházban vették fel 2009. február 24-én és 25-én, a Revenge Is Sweeter tour egyik állomásán.

## Számlista

### Élő DVD
1. Take Me on the Floor
2. Everything
3. Popular
4. Mouth Shut
5. Revolution
6. Revenge Is Sweeter (Than You Ever Were)
7. Secret
8. Mother Mother
9. Hook Me Up
10. This Love
11. Heavily Broken
12. 4ever
13. Everything I’m Not
14. All I Have
15. When It All Falls Apart
16. Untouched
17. This Is How It Feels

- A turné színfalai mögött.
- A melbournei turné színfalai mögött.

### CD
1. Take Me on the Floor
2. Everything
3. Popular
4. Mouth Shut
5. Revolution
6. Revenge Is Sweeter (Than You Ever Were)
7. Secret
8. Mother Mother
9. Hook Me Up
10. This Love
11. Heavily Broken
12. 4ever
13. Everything I’m Not
14. All I Have
15. When It All Falls Apart
16. Untouched
17. This Is How It Feels